# Renzo Avanzo
Renzo Avanzo (* 23. Januar 1911 in Rom; † 23. März 1989 ebenda) war ein italienischer Dokumentarfilmer.

## Leben
Avanzo arbeitete im Spielfilmbereich als Assistent von u. a. Roberto Rossellini, in dessen Paisà er als Schauspieler mitgewirkt hatte, und Jean Renoir; 1950 war er mit William Dieterle an der Regie für Vulcano beteiligt. Auch als Drehbuchautor trat er in Erscheinung. Als Dokumentarist veröffentlichte er von 1946 bis 1949 etliche Werke. Diese Streifen waren von der Panaria Film produziert, die er mit seinen Freunden und Kollegen Pietro Moncada, Quintino di Napoli und Francesco Alliata gegründet hatte. 1954 kehrte er nochmals als Regisseur des zweiten Stabes bei Siluri umani zum Spielfilm zurück.

## Filmografie
- 1946: Paisà
- 1949: Isola di cenere
- 1950: Vulcano
- 1952: Die goldene Karosse (La carrozza d‘oro)
- 1954: Torpedomänner greifen an (Siluri umani)